# Guy Evans

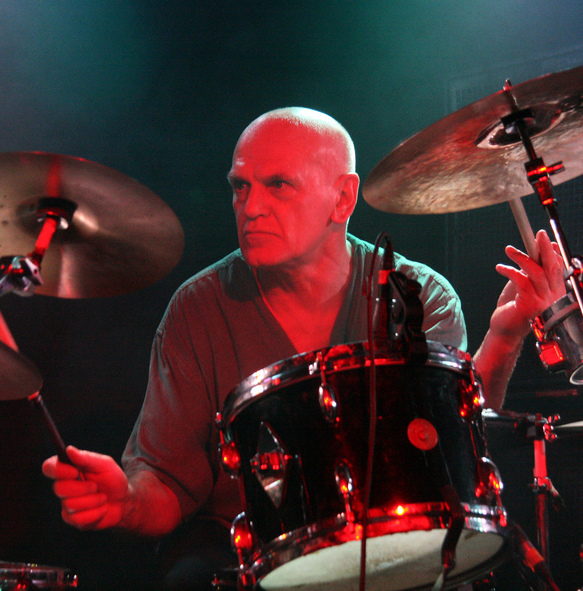
Guy Evans, 2011

Guy Randolph Evans (* 17. Juni 1947 in Birmingham, England) ist ein britischer Schlagzeuger und Komponist.

## Leben
Guy Evans wurde 1968 Mitglied der Progressive-Rock-Band Van der Graaf Generator (VdGG), nachdem die beiden Gründungsmitglieder Chris Judge Smith (Gesang, Schlagzeug) und Nick Pearne (Orgel) die Band noch vor Veröffentlichung des ersten Albums verlassen hatten. Neben Peter Hammill ist er der einzige Musiker von VdGG, der auf sämtlichen Studioalben der Band mitspielt.
Während seiner Mitgliedschaft bei Van der Graaf Generator und nachdem sich die Band zwischenzeitlich von 1978 bis 2005 aufgelöst hatte, kam es zur Zusammenarbeit mit einer Reihe anderer Musiker. Neben seiner Beteiligung bei „The Long Hello“, gemeinsam mit weiteren Ex-VdGG-Mitgliedern, wirkte er an vielen Solo-Alben von Peter Hammill mit. 1983 war er Mitbegründer des Musikprojekts „Echo City“, das Klangskulpturen konstruierte, Musikworkshops organisierte und durchführte und auch Musik aufnahm und aufführte. Guy Evans arbeitete mehrere Jahre in administrativer Funktion und als Leiter von Workshops bei „Shape Arts“, einer Organisation, die sich mit darstellender Kunst für behinderte Menschen beschäftigt.

## Diskografie

### Solo
- 1974 – The Long Hello (gemeinsam mit David Jackson, Hugh Banton und Nic Potter)
- 1981 – The Long Hello Volume Two (gemeinsam mit David Jackson und Life of Riley)
- 1987 – Gentlemen Prefer Blues (gemeinsam mit David Jackson und Hugh Banton)
- 1988 – Spur of the Moment (gemeinsam mit Peter Hammill)
- 1997 – The Union Chapel Concert (gemeinsam mit Peter Hammill)

### Als Bandmitglied
siehe Diskografie Van der Graaf Generator
Mit The Misunderstood:
- 1969 – Tuff Enough / Little Red Rooster
- 1969 – Never Had A Girl (Like You Before) / Golden Glass

Mit Echo City:
- 1987 – Gramophone
- 1992 – The Sound of Music
- 1995 – Sonic Sport 1983–88 Part One
- 1997 – Loss of the Church 1997
- 1999 – Echo City
- 2000 – Single2000

Mit Subterraneans:
- 2003 – Orly Flight
- 2004 – Themes for Maya Deren
- 2006 – Soul Mass Transit
- 2008 – Live in Berlin
- 2008 – Eights and Rhymes
- 2011 – This Too Shall Pass

### Kollaborationen
Auf Alben von Peter Hammill:
- 1971 – Fool’s Mate
- 1972 – Chameleon in the Shadow of the Night
- 1974 – The Silent Corner and the Empty Stage
- 1974 – In Camera
- 1975 – Nadir’s Big Chance
- 1977 – Over
- 1981 – Sitting Targets
- 1982 – Enter K
- 1983 – Patience
- 1985 – The Margin
- 1986 – Skin

Auf Alben von Charlie and The Wide Boys:
- 1974 – Gilly I Do
- 1976 – Great Country Rockers

Auf Alben von Mother Gong:
- 1982 – Robot Woman
- 1982 – Rober Woman 2
- 2005 – Glastonbury '79–'81

Auf Alben von Amon Düül:
- 1983 – Meetings With Menmachines Inglorious Heroes of the Past...
- 1989 – Die Lösung
- 1989 – Fool Moon

Auf Alben von Nigel Mazlyn Jones:
- 1982 – Breaking Cover
- 1993 – Angels Over Water
- 2002 – Behind the Stone

Sonstige Kollaborationen:
- 1980 – The Circus Tosov (Album von Footsbarn Present's)
- 1985 – Knights Like This (Album von Peter Blegvad)
- 1986 – Snakes And Ladders (Album von Frank Tovey)
- 1987 – Eye To Eye (Album von Kazue Sawai)
- 1988 – Tarka (Album von Anthony Phillips und Harry Williamson)